# Западен отряд на Гурко
Западният отряд на Гурко е войсково съединение на Действуващата Руска армия в Руско-турската война (1877 – 1878 г.).
Западният отряд на Гурко е формиран на 19 октомври 1877 г. В състава му са включени пристигналите от Русия новомобилизирани части и силите на кавалерийския корпус. Общия състав е 50 000 офицери и войници и 174 оръдия. Командир е генерал-лейтенант Йосиф Гурко. В средата на ноември е организиран в три отряда:
- Преден отряд с командир генерал-майор Виктор Дандевил
- Главни сили с командир генерал-лейтенант Павел Шувалов
- Десен летящ отряд с командир, генерал-майор Николай Леонов

Основната задача до пленяването на Западната османска армия в Плевен е действие срещу Орханийската армия, като не допуска нейна атака от югозапад срещу руската групировка при Плевен. С енергични действия освобождава Враца и Оряхово. С успеха в битката при Правец отхвърля противника от Орханийското поле, предотвратява опит за противниково настъпление и заема изгодна позиция за преминаване на Арабаконашкия проход в Стара планина.
След превземането на Плевен съставът му е усилен с 34 000 офицери и войници и 144 оръдия. Достига общо 71 000 офицери и войници и 318 оръдия. Новата задача е разгром на Орханийската османска армия и дълбоко проникване в Южна България. Организиран е в три колони и четири отряда. Успешно преминава Стара планина при зимни условия, като предизвиква паника в османското командване и широк международен отзвук. След победата в битката при Ташкесен превзема София и преследва остатъците от Орханийската армия.
В хода на пролетното прочистване на Тракия разгромява новата османска войскова формация с командир Сюлейман паша. Настъпва по долината на река Марица. Превзема Пазарджик, Пловдив и развива настъплението в направлението Пловдив – Одрин. В края на войната частите на отряда са до бреговете на Бяло море и при подстъпите на Цариград. Бойната дейност на отряда е със стратегическо значение за победата във войната.